# مايك روبرتس (لاعب كرة قاعدة)
مايك روبرتس (بالإنجليزية: Mike Roberts)‏ هو لاعب كرة قاعدة أمريكي، ولد في 1 مارس 1950 في آشفيل في الولايات المتحدة.

## وصلات خارجية
- مايك روبرتس على موقعبيزبول رفرنس.كوم (الدوري الثانوي) (الإنجليزية)